# سپر بالستیک

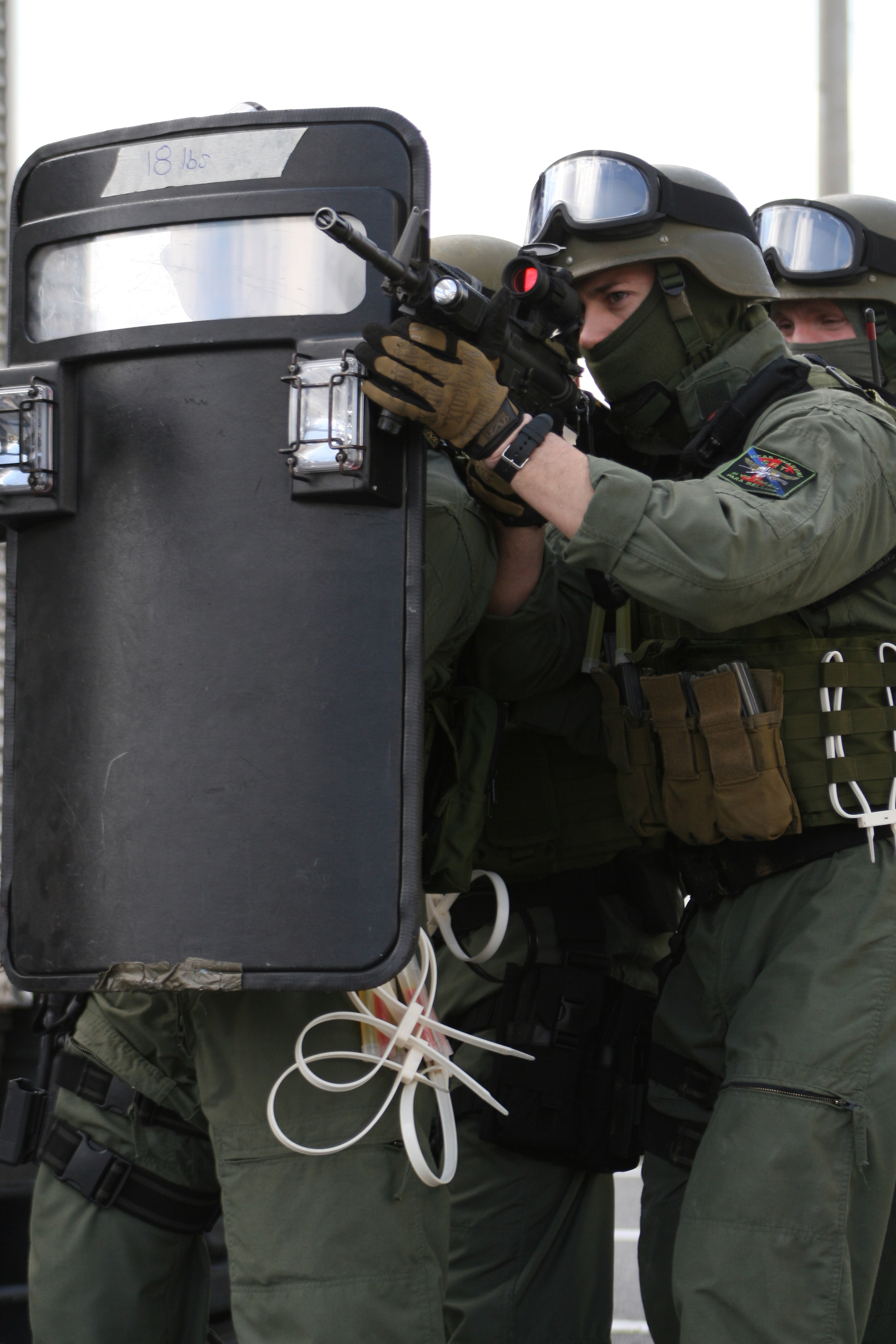
سپر بالستیک با درگاه دید و چراغ

سپرهای بالستیک عبارتند از وسایل حفاظتی که توسط پلیس و نیروهای نظامی برای جلوگیری یا خنثی کردن اثر گلوله های شلیک شده به کار گرفته میشوند. سپرهای بالستیک از تهدیداتِ نه چندان جدی مانند پرتاب اجسام نیز محافظت می کنند ، اگرچه آنها معمولاً در مواقعی استفاده می شوند که سپر ضد شورش محافظت کافی را ارائه ندهد. 